# Beykozspor
El Beykoz 1908 S.K.D. es un equipo de fútbol de Turquía que juega en la Liga Regional Aficionada de Turquía, la quinta división nacional.

## Historia
Fue fundado el 28 de septiembre de 1908 en el distrito de Beykoz como un equipo multideportivo con secciones el baloncesto, natación, waterpolo, boxeo y remo aunque en sus primeros años se centraron en gimnasia.
Fue hasta 1923 que el club de fútbol inició a competir en la liga de la capital Estambul y en 1959 juegan en la Superliga de Turquía por primera vez, liga en la que jugaron en ocho temporadas consecutivas y aportaron varios jugadores a la selección nacional, pasando posteriormente a integrar en los equipos grandes del país. El club desciende en 1966 luego de que fuera desmantelado.
A pesar de descender el club se mantuvo en el nivel profesional incluyendo más de 20 temporadas en la TFF Primera División hasta que desciende al fútbol aficionado en 2011.

## Palmarés
- 3. Lig (3): 1971-1972, 1985-1986, 2007-2008

## Participación en ligas nacionales
- Süper Lig: 1958–66
- 1st League: 1966–71, 1972–79, 1980–84, 1986–91
- 2nd League: 1971–72, 1979–80, 1984–86, 1991–2001, 2007–09
- 3rd League: 2001–07, 2009–11
- BAL: 2011–13
- İstanbul Super Amateur League: 2013–